# جو هاينز
جو هاينز (بالإنجليزية: Joe Haynes)‏ هو لاعب كرة قاعدة أمريكي، ولد في 21 سبتمبر 1917 في لينكولنتون في الولايات المتحدة، وتوفي في 6 يناير 1967 في هوبكنز في الولايات المتحدة بسبب نوبة قلبية.

## وصلات خارجية
- جو هاينز على موقعبيزبول رفرنس.كوم (الدوري الرئيسي) (الإنجليزية)
- جو هاينز على موقعبيزبول رفرنس.كوم (الدوري الثانوي) (الإنجليزية)
- جو هاينز على موقع جمعية أبحاث البيسبول الأمريكية (الإنجليزية)